# نبيل أسمر
و في آخر لقاء له فاز بحزام بطولة العالم AFSO بإسبانيا ليكون قد فاز بكل الألقاب الممكنة و هو في سن 23 ( imad da cha )

نبيل أسمر (باللغة الأمازيغية: ⵏⴰⴱⵉⵍ ⴰⵙⵎⴰⵔ) من مواليد 28 نوفمبر 1999، بمدينة الناظور في المغرب، هو ملاكم مغربي، متخصص برياضة الكيك بوكسينغ، من فئة الوزن الويلتر. حيث يمارس أسلوب الموياي تاي، الكاي وان (K1) و لايت كونتاكت.

## السيرة الذاتية

#### الميلاد، الطفولة والبدايات
من مواليد الناظور، يعود اصل نبيل اسمر إلى أمازيغ جبال الريف، المعروفين باسم الريافة حيث يعود أصله تحديدا إلى مدينة سلوان.
بدأ مسيرته الرياضية سنة 2009، و هو يبلغ التاسعة من عمره. كشف أن استمراره في ممارسة رياضة المواي تاي يتحقق انتصارا لروح والدته التي غادرت الحياة قبل مدة.

#### الصعيد الدولي و العالمي
مسجلاً 91 معارك في سجله الرياضي، حصل على العديد من الجوائز على الصعيد الوطني و الدولي حيث شارك في العديد من البطولات منذ بداية مسيرته.
أكد وجوده في الساحة الرياضية بالفوز بألقاب عديدة في المغرب و تمكن بكسب بطولة المغرب الوطنية ستة مرات لتكون سمعته بالمغرب مرتبطة بعالم الفنون القتالية و الكيك بوكسينغ.
كما تمكن بإبراز لقبه على الصعيد الدولي بالمسابقة و الفوز بالعديد من الجوائز الدولية كل ما في آسيا، اوروبا وافريقيا : في التايلاند، إسبانية، لبنان وداكار. من بين انجازاته في عام 2016، احتل المركز الثالث في بطولة IFMA World Championship العالمية في التايلاند. لفت الانتباه خلال نزاله لحزام MCS في منظمة ACS في لبنان ضد الملاكم السوري طارق غنيم، حدث تم بثه على قناة LBC اللبنانية.
فاز نبيل أسمر خلال هذه المعركة بلقب أسرع ضربة قاضية (K.O) في منظمة ACS، حيث استغرق الأمر 36 ثانية فقط لكي يفوز على خصمه السوري مستخدما تقنية Jumping knee-kick.
في قتاله ما قبل الأخير فاز نبيل أسمر على خصمه الروسي “ايليا كودين” في الجولة الثالثة بالضربة القاضية وقد تم نقل منافسه إلى المستشفى نتيجة تأثره بالضربات التي وجهها له نبيل، حيث أصبح غير قادر على القيام من مكانه.

#### بطل إفريقيا
بعد أربعة أشهر اتجه إلى السنغال لمواجهة منافسه التوغولي "فراد كدزات" (Fred Kudzete) تحت اشراف منظمة عالمية للموياي تاي، شارك للحصول على حزام WBC Muay-thai welterweight Champion of Africa. تمكن بالفوز ليصبح أول مغربي يفوز بذلك اللقب.

## حياته الشخصية
درس القانون في جامعة محمد الأول بمدينة وجدة.
يتكلم اللغة الأمازيغية : اللهجة الريفية الزناتية : تريفيت و يتحدث بالدارجة المغربية و اللغة الإسبانية.
يعيش في السعودية.